# Четвертиновка
Четверти́новка (укр. Четвертинівка) — село в  Украине, находится в Гайсинском районе Винницкой области.
Код КОАТУУ — 0524187601. Население по переписи 2001 года составляет 1618 человек. Почтовый индекс — 24327. Телефонный код — 4343.
Занимает площадь 4,236 км².

## История
Под горой Батог возле современного села Четвертиновка 22—23 мая (1—2 июня) 1652 г. состоялась битва союзной армии Войска Запорожского и Крымского Ханства под руководством Богдана Хмельницкого против войска Речи Посполитой под командованием Мартына Калиновского. Битва под Батогом была одним из важнейших событий в ходе национально-освободительной войны украинского народа 1648—1654 годов и завершилась победой союзников.

## Адрес местного совета
24327, Винницкая область, Гайсинский р-н, с. Четвертиновка, ул. Гагарина, 13